# Кіска (Республіка Алтай)
Кіска (рос. Киска) — село Чойського району, Республіка Алтай Росії. Входить до складу Чойського сільського поселення.
Населення — 149 осіб (2015 рік).